# لواء ماركا
لواء ماركا أحد ألوية محافظة العاصمة الأردنية، ومركزه ماركا ويشمل مناطق أمانة عمان الكبرى التالية:
1. منطقة ماركا
2. منطقة النصر
3. منطقة طارق
4. منطقة بسمان.[1]